# Zilas Görling
Karl Zilas Görling (* 21. April 1911 in Hudiksvall, Schweden; † 11. April 1960 in Stockholm) war ein schwedischer Jazzmusiker (Tenorsaxophon).
Görling spielte, zunächst gemeinsam mit seinem Bruder, dem Posaunisten Miff Görling, in den Bands von Frank Vernon (1929–32) und Arne Hülphers (1934–38), außerdem im T.O.G.O. Dansorkester. Zwischen 1939 und 1944 gehörte er zum Orchester von Sune Lundwall. Daneben war er in den späten 1930er Jahren an Aufnahmen mit den Sonora Swing Swingers beteiligt; er nahm auch mit Benny Carter (1936), Thore Jederbys Jamgrupp, Gösta Törner sowie mit Håkan von Eichwald auf, zudem auch mit dem Scala Jazzorkester, Charles Redland, Seymour Osterwall und Lulle Ellbojs Orkester. Görlings Soli auf Aufnahmen wie „Sleepy Time Gal“ (1937, Sonora 3257) und „Nagasaki“ (1937, Sonora 3364), die beide mit den Sonora Swing Swingers entstanden, sind charakteristisch für sein Spiel, das Kjellberg zufolge stark von Coleman Hawkins beeinflusst war. Er arbeitete weiterhin mit Dick de Pauw und Helge Lindberg. Im Bereich des Jazz war er laut Tom Lord zwischen 1931 und 1948 an 64 Aufnahmesessions beteiligt.